# Syd Puddefoot
Sydney Charles Puddefoot, plus connu sous le nom de Syd Puddefoot (né le 17 octobre 1894 à East End, quartier de Londres, et mort le 2 octobre 1972 à Rochford dans l'Essex), est un joueur de football international anglais qui évoluait au poste d'attaquant, avant de devenir ensuite entraîneur.
Il est également joueur de cricket.

## Biographie

### Carrière dans le football

#### Carrière de joueur

##### Carrière en club
Syd Puddefoot évolue en Angleterre et en Écosse. Il joue avec West Ham United, Falkirk, et les Blackburn Rovers.

##### Carrière en sélection
Syd Puddefoot reçoit deux sélections en équipe d'Angleterre entre 1925 et 1926.
Il joue son premier match le 24 octobre 1925, contre l'Irlande du Nord (match nul 0-0 à Belfast). Il joue son second match le 17 avril 1926, contre l'Écosse (défaite 0-1 à Manchester).

## Palmarès

### Palmarès de joueur
| West Ham United - Championnat d'Angleterre D2 : - Meilleur buteur : 1920-21 (29 buts). |  | Blackburn Rovers - Coupe d'Angleterre (1) : - Vainqueur : 1927-28. |

### Palmarès d'entraîneur
Fenerbahçe
- Ligue d'Istanbul (1) :
  - Champion : 1932-33.